# 파나마 메트로

파나마 메트로 로고

파나마 메트로(스페인어: Metro de Panamá)는 파나마 파나마시티의 도시철도 시스템이다.